# یوهان فریدریش
یوهان فردریش (به آلمانی: Johann Friedrich) (۵ مه ۱۵۸۲ میلادی - ۱۸ ژوئیه ۱۶۲۸) هفتمین دوک وورتمبرگ بود.
دوران حکومت او مصادف با فرمانروایی شاه عباس یکم صفوی بر ایران بود.

## زندگی‌نامه
او که بزرگترین فرزند فردریش یکم، دوک وورتمبرگ و زیبیلا فون آنهالت بود، با باربارا سوفیا، دختر یوآخیم فردریش، انتخابگر براندنبورگ ازدواج کرد. حاصل این ازدواج ۹ فرزند بود که دو تن از آن‌ها در ماه‌های بدو تولد درگذشتند.
یوهان فردریش در دوران اوج‌گیری اختلافات و درگیری‌های مذهبی میان فرمانروایان آلمانی، به قدرت رسید. او خود در زمره امرای پروتستان به حساب می‌آمد اما با توجه به وجهه قابل احترامی که داشت بر خلاف بسیاری دیگر سعی می‌کرد از شعله‌ور شدن یک جنگ بزرگ دینی جلوگیری کند. با این حال جهت آمادگی در مقابل جنگ احتمالی، تلاش کرد حمایت کشورهای قدرت مندی همچون فرانسه، انگلستان و هلند را با خود همراه نماید. در همین راستا با بهره‌گیری از آرای مشاوران خود، بسیاری از هم خود را صرف سیاست خارجی کرد.
قانون اساسی دوک‌نشین وورتمبرگ را که توسط پدرش تغییر یافته بود، به حالت قبل بازگرداند. شورایی که توسط دوک لودویگ ایجاد گشته و توسط پدرش منحل شده بود، را نیز مجدداً برقرار کرد و انتسلین، صدراعظم قدرتمند پیشین را به اتهام فساد مالی، مادام العمر راهی زندان نمود. انتسلین بعداً در سال ۱۶۱۳ میلادی تحت شکنجه به خیانت اعتراف کرد و در ملع عام اعدام شد.
با آغاز جنگ سی‌ساله، در ابتدا جانب فردریش، انتخابگر پالاتینت که به عنوان پادشاه بوهم انتخاب گشته بود، را گرفت و حتی یکی از برادرانش را در این راه از دست داد اما مدتی بعد دست از یاری او کشید و با امضای پیمان بی‌طرفی با فردیناند دوم، امپراتور مقدس روم، راهی جهت عبور نیروهای او از خاک وورتمبرگ فراهم کرد. نیروهای امپراتور هنگام گذر از مناطق شمال غربی این دوک‌نشین، چندین بار دست به غارت منطقه زدند.
| یوهان فریدریشدودمان وورتمبرگزادهٔ: ۵ مه ۱۵۸۲ درگذشتهٔ: ۱۸ ژوئیه ۱۶۲۸ |                        |                                                     |
| عنوان سلطنتی                                                       |                        |                                                     |
| پیشین: فردریش یکم                                                  | دوک وورتمبرگ ۱۶۲۸–۱۶۰۸ | پسین: ابرهارد سوم به عنوان دوک وورتمبرگ             |
| پیشین: فردریش یکم                                                  | دوک وورتمبرگ ۱۶۲۸–۱۶۰۸ | پسین: لودوگ فردریش به عنوان دوک وورتمبرگ-مونبلیار   |
| پیشین: فردریش یکم                                                  | دوک وورتمبرگ ۱۶۲۸–۱۶۰۸ | پسین: جولیوس فردریش به عنوان دوک وورتمبرگ-وایلتینگن |